# اچ‌ام‌اس کوموس (۱۹۱۴)
اچ‌ام‌اس کوموس (۱۹۱۴) (به انگلیسی: HMS Comus (1914)) یک کشتی بود. این کشتی در سال ۱۹۱۴ ساخته شد.